# 最近雇ったメイドが怪しい
『最近雇ったメイドが怪しい』（さいきんやとったメイドがあやしい）は、昆布わかめによる日本の漫画作品。スクウェア・エニックスの漫画雑誌『月刊ガンガンJOKER』にて連載。2019年10月17日以降、Twitterとpixivで投稿したことを契機に12月21日に公式連載化が決定し、2020年2月号（2020年1月22日発売）から公式連載を開始し、2024年10月号（2024年9月21日発売）まで連載された。「次にくるマンガ大賞2020」のコミックス部門9位。2022年7月時点で電子版を含む累計発行部数は50万部を突破している。

## あらすじ
ある日、ゆうりの屋敷に一人のメイドが突然訪れ、自分を雇ってほしいと言う。
両親の他界によりメイドを全員解雇していたことから、ゆうりとメイドの二人だけの生活が始まる。しかし、そのメイドは家事を難なく器用にこなすため、ゆうりは常に「怪しい」と疑う。一方、メイドとして年上の女性としても信頼されたい思いもあって、そのメイドはゆうりをからかうが、純粋無垢で無自覚な性格から反撃されてしまう。そして、メイドの名前をリリスと知ったゆうりは、いつも一緒にいるリリスのことを想い始める。あることから、その気持ちが恋であることに気づいたゆうりは、リリスに告白する。

## 登場人物
声の項はテレビアニメ版の声優。
悠利（ゆうり）
声 - 早見沙織
本作の主人公。純粋無垢な性格の少年。リリスからは「坊ちゃま」と呼ばれる。
田舎の屋敷で両親やメイドと共に暮らしていたが、両親が事故死したことから屋敷内のメイドを全員解雇し、その直後にリリスと出会う。上流階級のエリートが入学できる私立アーデル学園初等部の生徒。両親の他界により不登校になっていたが、リリスと出会ってから再び登校し始め、登下校もリリスと共にする。
常にリリスを「怪しい」と疑っており、やがてリリスの全てを知りたいと言ってしまうほど、考えたことを全て正直に言葉にしてしまう。つかさから教えられるまで、リリスへの想いを恋と知らなかったものの、リリスへ告白したか尋ねられた際に自身の想いに気づき告白する。
リリス
声 - 高橋李依
悠利に仕えるメイド。漆黒の髪に褐色の肌、綺麗な紫目で、露出の多いメイド服を着ている。料理が特に上手。両親の他界によりショックを受けていた悠利の心を開くと同時に、悠利へ恩返ししたい思いから屋敷に訪れる。大人らしく冗談で悠利をからかうが、悠利の純粋な性格から反撃にあい、赤面してしまう。
幼少期の頃に両親が失踪し、たらい回しされていたところ悠利の両親が引き取る。悠利の母親からは子守唄も教わっており、悠利を慰める際に歌った。かつては自身の紫目がコンプレックスだったが、悠利に「とってもきれい」と言われたことから、悠利を慕うようになった。その後使用人を育成する全寮制の学校へ進学してメイドの業務を教わり、卒業後ナツメが働く屋敷で共に働いていたが、そこで悠利の両親の事故死を知る。両親を失った悠利を自分と重ね、屋敷を飛び出して悠利の屋敷に行き、自分を雇うように頼み込んだ。
両親を亡くした悠利を自分が守らなければならないと使命感を抱いており、一度体調を崩した際は悠利の役に立てなくなると涙すら流していた。
藤崎とは学生時代からの仲。藤崎によれば、かつては人を寄せ付けない孤独な少女だった。
五条院 つかさ（ごじょういん つかさ）
声 - 堀江由衣
悠利のクラスメイト。悠利のリリスに対する一途な想いを見守ると同時に、二人の並々ならぬ関係を妄想する、おませな性格の少女。自宅は豪華で巨大な屋敷。多数の恋愛小説を読み込んでおり、父の恋愛作品コレクションを勝手に持ち出しては怒られている。学園内で孤独だった悠利が一変した理由を知ろうと追っていたところ、リリスと楽しく話す悠利を見てから、悠利の話し相手になる。話を重ねる内に悠利がリリスに特別な感情を抱いていると知り、それを恋だと教える。また、リリスに告白したか尋ねた。
藤崎（ふじさき）
声 - 小松未可子
五条院家の女性の執事。無愛想ながらも、つかさと仲睦まじい関係。かつては学園一の問題児だったが、つかさと出会ってから一変した。
中島 ナツメ（なかじま なつめ）
声 - 富田美憂
リリスの元同級生・元同僚。リリスのことが好きで元の屋敷に連れ戻すべく、悠利の屋敷に訪れる。メイドであるが家事全般が不得意。悠利に「いろんな好き」を教えた後、元の屋敷の主人と共に帰る。
とうま

悠利のクラスメイト。運動会の障害物競走でリリスが1位となったことから悠利を揶揄する。また、それが原因でスキー合宿の際に悠利と張り合い二人共に遭難しかける。その際に悠利へ、友達としてもっと自分に頼ってほしいと思いを打ち明け、悠利と仲直りする。

## 書誌情報
- 昆布わかめ『最近雇ったメイドが怪しい』スクウェア・エニックス〈ガンガンコミックスJOKER〉、全8巻
  1. 2020年4月22日発売[書誌 1]、ISBN 978-4-7575-6618-7
  2. 2020年8月21日発売[書誌 2]、ISBN 978-4-7575-6805-1
  3. 2021年1月22日発売[書誌 3]、ISBN 978-4-7575-7043-6
  4. 2021年7月20日発売[書誌 4]、ISBN 978-4-7575-7230-0
  5. 2022年2月22日発売[書誌 5]、ISBN 978-4-7575-7603-2
  6. 2022年9月22日発売[書誌 6]、ISBN 978-4-7575-8149-4
  7. 2023年7月22日発売[書誌 7]、ISBN 978-4-7575-8679-6
  8. 2024年11月21日発売[書誌 8][書誌 9]、ISBN 978-4-7575-9521-7 / ISBN 978-4-7575-9522-4（特装版）

## テレビアニメ
2022年7月24日から10月9日まで朝日放送テレビ・テレビ朝日系列『ANiMAZiNG!!!』枠ほかにて放送された。
2023年2月22日には、全11話を収録したBlu-ray BOX（品番：ABCX-00004）が発売。

### スタッフ
- 原作 - 昆布わかめ[19]
- 総監督・シリーズ構成 - 湊未來[13]
- 監督 - 星野美鈴[13]
- 助監督 - 伊部勇志
- キャラクターデザイン - 吉野万智[13]
- プロップデザイン - 杉山了蔵[19]
- デザインワークス - 松尾真彦[19]
- 美術監督 - 中原英統[19]
- 色彩設計 - 山上愛子[19]
- 撮影監督 - 新谷優子[19]
- 3Dディレクター - 小笠原努[19]
- 編集 - 木村勝宏[19]
- 音響監督 - 鐘江徹[19]
- 音響効果 - 倉橋裕宗
- 音楽 - 藤本コウジ、ササキオサム[13]
- 音楽制作 - キングレコード[19]
- 音楽プロデューサー - 諏訪豊
- プロデューサー - 小林大介、田中勇丞、諏訪豊、早野義人、伊藤拓己、金子逸人、小松翔太
- アニメーションプロデューサー - 𠮷田昇央
- アニメーション制作 - SILVER LINK.×BLADE[13]
- 製作 - 「最近雇ったメイドが怪しい」製作委員会[13]

### 主題歌・挿入歌
「す、好きじゃない!」
≠MEによるオープニングテーマ。作詞は指原莉乃、作曲は水野谷怜、編曲は如月結愛。なお、≠MEのメンバーは本編にもモブキャラクターを演じるキャストとしてゲスト出演している。
「秘密の庭のふたり」
堀江由衣によるエンディングテーマ。作詞は松原さらり、作曲はキクイケタロウ、編曲は南田健吾。
「虹の彼方へ」
リリス（高橋李依）による挿入歌。作詞・作曲・編曲は藤本コウジ。

### 各話リスト
| 話数   | サブタイトル                       | 脚本       | 絵コンテ               | 演出     | 作画監督                                                                         | 総作画監督                                     | 初放送日       |
| ------ | ---------------------------------- | ---------- | ---------------------- | -------- | -------------------------------------------------------------------------------- | ---------------------------------------------- | -------------- |
| 第1話  | 最近雇ったメイドが怪しい           | 湊未來     | 星野美鈴               | 星野美鈴 | 水野隆宏 洪範錫 森悦史 中村沙由貴 正金寺直子                                     | 吉野万智 佐藤勝行 松尾真彦 高橋優志            | 2022年 7月24日 |
| 第2話  | 坊ちゃまと猫と朝顔と               | 星野七海   | 寺丘臨                 | 平田貴大 | 洪範錫 𠮷田肇 金子匡邦 山廣喬介 斎藤晴輝 陳亮 胡慶丹                             | 吉野万智 佐藤勝行 松尾真彦 高橋優志            | 7月31日        |
| 第3話  | 五条院つかさはおマセさんである     | 湊未來     | アミノテツロ           | 星野美鈴 | 水野隆宏 正金寺直子 森悦史 洪範錫 佐藤このみ Revival スタジオグラム ワンオーダー | 佐藤勝行 松尾真彦 高橋優志                     | 8月14日        |
| 第4話  | 坊ちゃまはプリンがお好き？         | 星野七海   | 星野美鈴               | 阿部雅司 | 石本英治 志賀道憲 山崎展義                                                       | 佐藤勝行 松尾真彦                              | 8月21日        |
| 第5話  | 僕の大事な…                        | 森江美咲   | 寺岡臨                 | 寺岡臨   | 洪範錫 正金寺直子 森山剛史 西川雅史 𠮷田肇 金子匡邦 Revival GKセールス           | 佐藤勝行 松尾真彦 高橋優志                     | 8月28日        |
| 第6話  | 最近雇ったメイドがおかしい!?       | 森江美咲   | 沖田宮奈               | 菱川直樹 | 永田正美 正金寺直子 水野隆宏 森悦史 輿石暁 Revival                               | 吉野万智 永田正美 松尾真彦 佐藤勝行            | 9月4日         |
| 第7話  | 教科書に載ってない                 | 横手美智子 | アミノテツロ           | 白石道太 | 藤崎真吾 STUDIO MASSKET                                                          | 吉野万智 佐藤勝行 高橋優志                     | 9月11日        |
| 第8話  | 紫色の瞳の少女                     | 星野七海   | 吉川博明               | 伊部勇志 | 石田誠也 歩宇 髙橋瑞紀 森前和也 三船智帆 武志鵬 近響子                           | 大島美和                                       | 9月18日        |
| 第9話  | 煩雑で複雑な入り組んだ素直な気持ち | 横手美智子 | 竹内光 吉川浩司 村上勉 | 村上勉   | 正金寺直子 洪範錫 𠮷田肇 山口保則 志賀道憲 石本英治 山廣喬介 陳亮 Revival        | 吉野万智 佐藤勝行 松尾真彦 高橋優志            | 9月25日        |
| 第10話 | 誰がために星は流れる               | 星野七海   | 平田貴大               | 平田貴大 | 永田正美 水野隆宏 山口保則 GKセールス ワンオーダー 玄機                          | 佐藤勝行 松尾真彦 高橋優志 南原孝衣子 永田正美 | 10月2日        |
| 第11話 | きっとあの時からずっと…            | 湊未來     | アミノテツロ           | 星野美鈴 | 永田正美 正金寺直子 石本英治 洪範錫 𠮷田肇 森悦史 山口保則 BigOwl                | 吉野万智 佐藤勝行 松尾真彦 高橋優志            | 10月9日        |

### 放送局
| 放送期間                 | 放送時間                     | 放送局                                                                    | 対象地域 | 備考                                 |
| ------------------------ | ---------------------------- | ------------------------------------------------------------------------- | -------- | ------------------------------------ |
| 2022年7月24日 - 10月9日  | 日曜 2:00 - 2:30（土曜深夜） | 朝日放送テレビ（幹事局）、メ〜テレ（製作参加）および テレビ朝日系列全24局 | 日本国内 | 『ANiMAZiNG!!!』枠                   |
| 2022年7月27日 - 10月12日 | 水曜 20:30 - 21:00           | AT-X                                                                      | 日本全域 | CS放送 / 字幕放送 / リピート放送あり |
| 2022年7月30日 - 10月15日 | 土曜 2:00 - 2:30（金曜深夜） | BS12 トゥエルビ                                                           | 日本全域 | BS放送 / 『アニメ26』枠              |

| 配信開始日    | 配信時間                     | 配信サイト |
| ------------- | ---------------------------- | --- |
| 2022年7月24日 | 日曜 2:30（土曜深夜）更新    | バンダイチャンネル Hulu |
| 2022年7月26日 | 火曜 2:30（月曜深夜）更新    | Amazon Prime Video U-NEXT アニメ放題 ABEMA dアニメストア （本店・ニコニコ支店・for Prime Video） GYAO! FOD ひかりTV niconico |
|               | 火曜 2:30 - 3:00（月曜深夜） | ニコニコ生放送 |
|               | 火曜 12:00 更新              | TVer |
| 2022年7月27日 | 水曜 0:00（火曜深夜）更新    | TELASA J:COMオンデマンド milplus auスマートパスプレミアム                                                                    |

| 朝日放送テレビ・テレビ朝日系列 ANiMAZiNG!!! | 朝日放送テレビ・テレビ朝日系列 ANiMAZiNG!!! | 朝日放送テレビ・テレビ朝日系列 ANiMAZiNG!!! |
| 前番組                                      | 番組名                                      | 次番組                                      |
| ------------------------------------------- | ------------------------------------------- | ------------------------------------------- |
| 可愛いだけじゃない式守さん                  | 最近雇ったメイドが怪しい                    | 4人はそれぞれウソをつく                     |